# Новое Лососинное
Но́вое Лососи́нное (карел. Uuzi Lohijärvi) — посёлок в Прионежском районе Карелии. Административно относится к Нововилговскому сельскому поселению.

## Общие сведения
Был построен в 1978 году как закрытый военный объект «Буран». В 1990-х посёлок расформировали и передали Прионежскому району.
Расположен западнее озера Лососинное.
Здания в Новом Лососинном 1980-х годов постройки, в настоящее время нежилые. Вблизи с посёлком находятся заброшенные ракетные шахты и другие бывшие военные объекты.

## Население
| 2002 | 2009 | 2010 | 2013 |
| ---- | ---- | ---- | ---- |
| 20   | ↘19  | ↘3   | ↘1   |